# Rämmens församling
Rämmens församling var en församling i Karlstads stift i Svenska kyrkan i Filipstads kommun i Värmlands län. Församlingen uppgick 2010 i Filipstads församling.

## Administrativ historik
Församlingen bildades 1777 genom en utbrytning ur Gåsborns församling.
Församlingen var till 1879 annexförsamling i pastoratet Filipstad, Färnebo, Brattfors (bara till 1863), Gåsborn (bara till 1859), Nordmark och Rämmen, för att därefter till 1976 utgöra ett eget pastorat. Från 1976 till 2002 moderförsamling i pastoratet Rämmen och Gåsborn. Från 2002 till 2010 ingick i Filipstads pastorat. Församlingen uppgick 2010 i Filipstads församling.

## Organister
| Period    | Namn                     | Levnadstid | Övrigt   |
| --------- | ------------------------ | ---------- | -------- |
| 1847-1865 | Anders Persson Carlquist | 1811-1865  | Organist |
| 1865-1917 | Oskar Carlquist          | 1846-1927  | Organist |

## Kyrkor
- Rämmens kyrka